# Episodi di Mrs. Columbo (seconda stagione)
La seconda stagione della serie televisiva Mrs. Columbo è stata trasmessa sul canale statunitense NBC dal 18 ottobre 1979 al 19 marzo 1980.
In Italia la serie è inedita.
| nº | Titolo originale           | Titolo italiano | Prima TV USA     | Prima TV Italia |
| -- | -------------------------- | --------------- | ---------------- | --------------- |
| 1  | Ladies of the Afternoon    |                 | 18 ottobre 1979  |                 |
| 2  | It Goes with the Territory |                 | 25 ottobre 1979  |                 |
| 3  | Off the Record             |                 | 1º novembre 1979 |                 |
| 4  | The Valley Strangler       |                 | 8 novembre 1979  |                 |
| 5  | A Chilling Surprise        |                 | 22 novembre 1979 |                 |
| 6  | Falling Star               |                 | 29 novembre 1979 |                 |
| 7  | Feelings Can Be Murder     |                 | 6 dicembre 1979  |                 |
| 8  | Love, On Instant Reply     |                 | 19 marzo 1980    |                 |